# Японский краб-паук

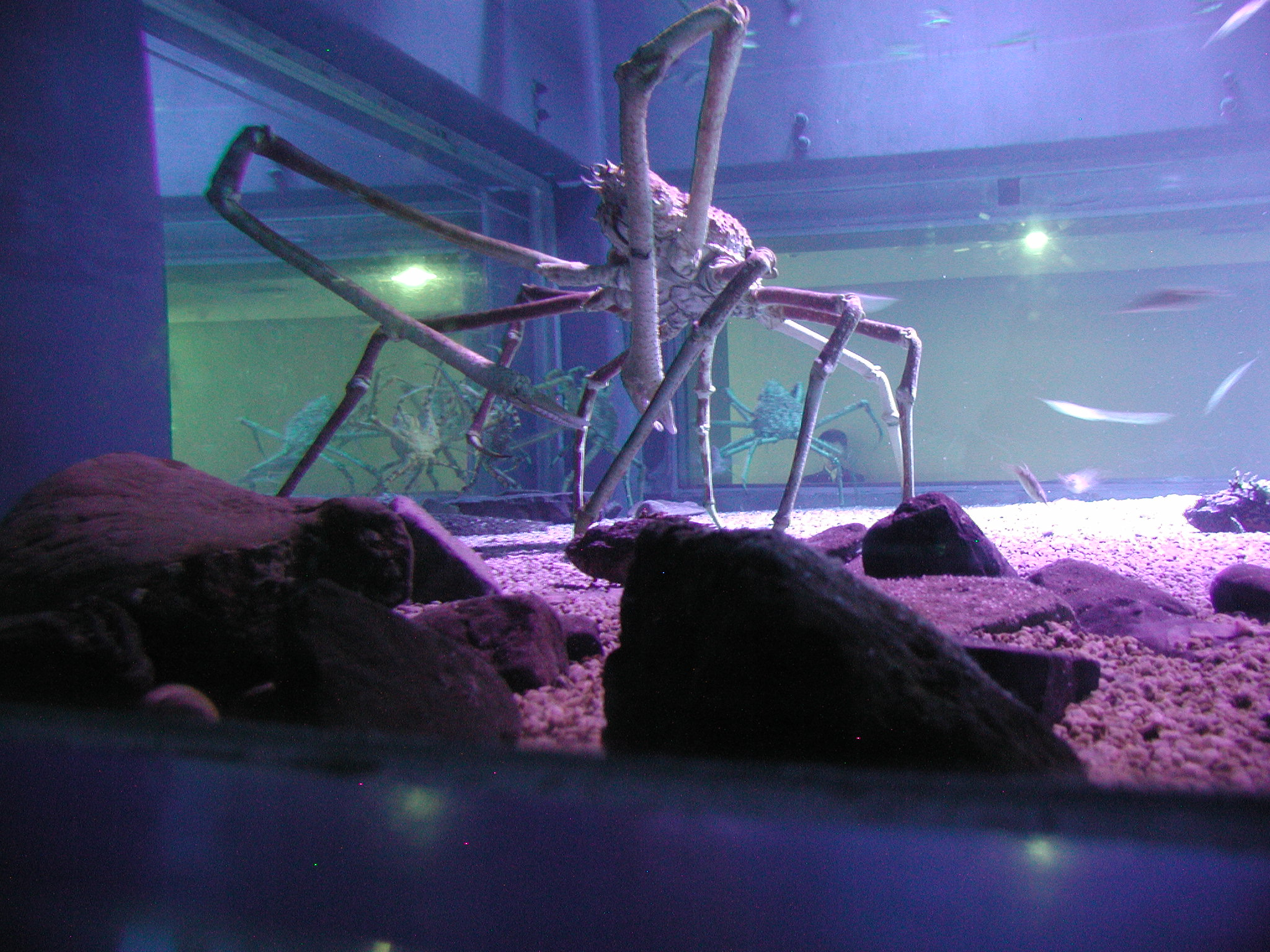
Краб в аквариуме Kaiyukan Aquarium Осака, Япония.

Японский краб-паук, Японский глубоководный краб (лат. Macrocheira kaempferi) — вид ракообразных из инфраотряда крабов (Brachyura). Самый крупный представитель членистоногих: крупные особи достигают 45 см длины карапакса и 3 м в размахе первой пары ног. Распространён в Тихом океане у побережья Японии на глубине от 50 до 300 метров.

## Описание
Масса до 20 кг. Длина тела (головогруди без ног) до 80 см, с ногами до 6 м. Обитает на глубинах 150—800 м, но чаще обнаруживается на глубине около 200—300 м. Во время яйцекладки поднимается до 50 м (в весенний период).
Питается моллюсками и остатками животных; живёт предположительно до 100 лет.
Используется в пищевых, научных и декоративных целях, часто содержится в крупных аквариумах.

## Охрана
Весной во время яйцекладки ловля краба запрещена.

## Таксономия
Своё научное название (M. kaempferi) вид получил в честь немецкого путешественника и натуралиста Энгельберта Кемпфера (Лемго, Германия) и был описан в 1836 году голландским зоологом Конрадом Якобом Темминком.
Это единственный современный вид рода Macrocheira Dana, 1853, однако имеются два сообщения об ископаемых находках (†M. longirostra и †M. teglandi). Род относят или к семейству Inachidae, или к Majidae, или к самостоятельному семейству Macrocheiridae Dana, 1851.